# Bałamutowo
Bałamutowo (niem. Ballamutowen, 1934–1945 Giersfelde) – wieś w Polsce położona w województwie warmińsko-mazurskim, w powiecie ełckim, w gminie Stare Juchy.
W latach 1975–1998 miejscowość administracyjnie należała do województwa suwalskiego.